# レジョネア 戦場の狼たち
『レジョネア 戦場の狼たち』（Legionnaire）は、1998年に製作されたアメリカ映画。

## あらすじ
1925年のマルセイユにて、フランス人のプロボクサー、アラン・ルフェーブルは地元マフィアのボス・ルシアン・ガルガーニから、多額の報酬と引き換えにわざとジュロに負けるよう八百長を依頼される。
しかしアランは試合の土壇場でプライドを捨て切れず、ガルガーニとの約束を反故にしてジュロに勝利してしまう。さらに悪いことに、ガルガーニの部下達から逃げる途中でガルガーニの弟・レネを殺してしまったため、本格的に命を狙われることになる。行き場を失ったアランは、マフィアの追及を逃れるために、マルセイユにあった外人部隊の募集事務所に駆け込み、外人部隊に入隊する。

## キャスト
| 役名                 | 俳優                             | 日本語吹替                     | 日本語吹替                                                                              |
| 役名                 | 俳優                             | ソフト版                       | テレビ東京版                                                                            |
| -------------------- | -------------------------------- | ------------------------------ | --------------------------------------------------------------------------------------- |
| アラン・ルフェーブル | ジャン＝クロード・ヴァン・ダム   | 楠大典                         | 山寺宏一                                                                                |
| スティンカム司令官   | スティーヴン・バーコフ           | 有本欽隆                       | 磯部勉                                                                                  |
| ルシアン・ガルガーニ | ジム・カーター                   | 廣田行生                       | 森山周一郎                                                                              |
| レネ・ガルガーニ     | マリオ・カリー                   | 後藤敦                         | 内田直哉                                                                                |
| ロルフ・ブルーナー   | ポール・クインマン               | 土田大                         | 内田直哉                                                                                |
| マッキントッシュ     | ニコラス・ファレル               | 金尾哲夫                       | 田中秀幸                                                                                |
| ルーサー             | アドウェール・アキノエ＝アグバエ | 田中正彦                       | 小山力也                                                                                |
| グイド               | ダニエル・カルタジローン         | 井上倫宏                       | 落合弘治                                                                                |
| レグロス             | トム・デルマー                   | 坂東尚樹                       |                                                                                         |
| シェリエ大尉         | アンダース・ピーター・ブロウ     | 隈本吉成                       | 田原アルノ                                                                              |
| マキシム             | ジョセファ・ラング               | 高宮俊介                       | 廣田行生                                                                                |
| カトリーナ           | アナ・ソフレヴィック             | 日野由利加                     | 渡辺美佐                                                                                |
| ジュロ               | ジョー・モンタナ                 | 相沢まさき                     | 沢木郁也                                                                                |
| ビクトール           | ヴィンセント・ピカリング         | 中村大樹                       |                                                                                         |
| アブド＝エル・クリム | カメル・クリファ                 |                                | 牛山茂                                                                                  |
| その他               |                                  | 清水敏孝 よのひかり 村竹あおい | 水野龍司 佐々木梅治 松井範雄 水内清光 船木真人 志村知幸 小形満 雨蘭咲木子 多緒都 藤貴子 |

- テレビ東京版：初回放送2004年1月29日『木曜洋画劇場』

## スタッフ
- 監督：ピーター・マクドナルド
- 製作：エドワード・プレスマン、ジャン＝クロード・ヴァン・ダム
- 音楽：ジョン・アルトマン
- 脚本：シェルドン・レティック、ジャン＝クロード・ヴァン・ダム